# Кудрин, Олег Викторович
Оле́г Ви́кторович Кудри́н (11 июля 1964, Одесса) — советский писатель, редактор и журналист. Кандидат педагогических наук.

## Биография
Родился 11 июля 1964 года в Одессе. Закончил геолого-географический факультет Одесского госуниверситета (1986). Кандидат педагогических наук («Особливостi підготовки студентів до педагогічного управління в системi „педагог-учень“». Київ, 1996).
В составе команды «Джентльмены Одесского университета» — чемпион КВН (1990), обладатель первого Летнего кубка (1994).
Работал в газете «Гудок», где редактировал третью в её истории юмористическую рубрику, после Ильфа-Петрова («Четвертая полоса») и Александра Кабакова («Клуб Ильфа и Петрова»). Она называлась «Тормозной башмак». Редактировал газету ФК «Локомотив» — «ЛОКО».
Работал в ИД «Здоровье», «Собеседник», анимационной студии «Пилот».
В настоящее время — ответственный редактор биографического журнала «Имена».

## Книги
В соавторстве с Валентином Крапивой и Всеволодом Люмкисом написал юмористическую историю Одессы «Одесский Сатирикон или Всеобщая история Одессы от турок до урок» («Астропринт», Одесса, 2000).
В соавторстве с актером и автором команды КВН ДГУ Борисом Худимовым написал две пьесы.
- «Про Василия, Воду и Жид-рыбу», журнал «Октябрь», 2006, № 5 (философская сказка).
- «Пограничная деревня», 2007 (фантасмагория о России и нью-йоркских башнях-близнецах).

Автор романа «Фондурин 917» (АСТ-пресс, 2006). Несмотря на пародийный характер, роман планировался к изданию в журнале «Октябрь». Однако правообладатели запретили публикацию. В книге «отменяется» Октябрьский переворот 1917 года. По поводу романа в еженедельнике «Собеседник» (2006, № 34) была продуктивная полемика между Дмитрием Быковым и Сергеем Лукьяненко.
Роман «Код от Венички» («Олимп»-АСТрель, 2009) вошел в список 50-ти лучших книг года по версии газеты «НГ — Ex libris». Книга представляет собой своеобразное алкоголическое фэнтези, посвященное творчеству великого русского писателя Венедикта Ерофеева.
Двуязычный роман «Полтавская перемога» написан в жанре альтернативной истории. В Полтавской битве победили Карл XII и Мазепа. Пётр I и Меньшиков погибли, в России началась смута. Мазепа основал Всерусинскую империю со столицей в Киеве. Большая часть событий книги происходит в 30-50 годах XX века в столице Московитской союзной республики — Москве. Страной, социалистической Русью Посполитой (то есть, народной) правит «продовжувач справи Великого Ленька, мудрий керманич Йосип Вісаріонович Сталько». На страну вероломно нападает мощный Третий Рике во главе с хёвдингом Адольфусом Хитлерссоном. Роман вошел в шорт-лист премии «Нонконформизм-2010».
Последняя работа — книга «Фон Кихот Готический» первый в истории сервантистики критический анализ нацистской трактовки романа «Дон Кихот». Журнальный вариант книги вышел в журнале «Октябрь». Предисловие написано видным сервантистом, директором Пушкинского дома Всеволодом Багно.
Новеллизировал телесериала «Кармелита-1» в сжатые сроки. За девять месяцев было написано шесть томов.